# La curación del ciego (El Greco, Dresde)
La curación del ciego o Cristo curando a un ciego de nacimiento es una pintura realizada por Doménikos Theotocópuli, conocido como el Greco. Consta con el número 61 en el catálogo razonado de obras de este artista, realizado por Harold Wethey.   

## Tema de la obra
En la época de la Contrarreforma, la representación pictórica de la curación del ciego simbolizaba a la Iglesia católica revelando la verdadera Fe. La presente pintura podría representar el episodio narrado en el evangelio de Marcos (Mc 8:22-25) o el del evangelio de Juan (Jn 9:1–6), pero no el del evangelio de Mateo (9:27-30), donde Jesús sana a dos ciegos, ya que aquí el Greco solo representa a uno.

## Análisis de la obra

### Datos técnicos y registrales
- Dresde, Galería de Pinturas de los Maestros Antiguos;[6]
- Pintura al temple sobre tabla, segün Wethey (técnica mixta sobre madera de álamo, según el museo);
- Dimensiones: 66 x 84 cm, según Wethey (65,5 x 84 cm, según el museo);
- Datación: ca. 1565, según Wethey;
- Catalogado por Wethey con el n º.61 y por Tizana Frati con la referencia 16-b.[7]

### Descripción de la obra
El Greco, estando en Venecia debió tener contacto con los talleres de El Veronés, Tintoretto y Tiziano, por lo que no es extraño que anteriormente se atribuyera esta tabla a Leandro Bassano, siendo esta obra la primera de las tres que realizó el Greco sobre este tema, y la única de ellas en que situó un perro, una calabaza y un saco en el centro de la composición.
Esta pintura no tiene el cariz tardo-bizantino de obras anteriores, como La Adoración de los Reyes o el Tránsito de la Virgen. El Greco muestra aquí una nueva forma de situar los cuerpos en el espacio —que penetra entre ellos— gradualmente alejados del espectador, para dar sensación de profundidad. Muestra un buen dominio de la luz, el color, y el modelado, y construye mejor el espacio y la perspectiva, pero sin conseguir un buen punto de vista, lo que provoca un juego de luces algo contradictorio.
Los tres grupos de figuras —compensados entre sí— están enmarcados de forma que todo se unifica en una zona, y que al mismo tiempo contribuye al efecto total. Los personajes de la derecha —ambientados en un espacio libre— muestran una gesticulación elocuente, en adelante uno de los principales recursos del pintor. Cristo y el ciego presiden el grupo de la izquierda —delante de edificios clásicos— más estático, con algunas figuras de las que solo se muestran los bustos. Los dos personajes del centro —en un profundo espacio vacío— establecen una perspectiva que termina en el arco triunfal del fondo.

## Procedencia
1. Comprado en Venecia en 1741, para la Colección Real de Sajonia.[13]